# Hultehouse
Hultehouse és un municipi francès, situat al departament del Mosel·la i a la regió del Gran Est. L'any 2007 tenia 352 habitants.

## Demografia

### Població
El 2007 la població de fet de Hultehouse era de 352 persones. Hi havia 136 famílies, de les quals 33 eren unipersonals (25 homes vivint sols i 8 dones vivint soles), 45 parelles sense fills, 54 parelles amb fills i 4 famílies monoparentals amb fills.
La població ha evolucionat segons el següent gràfic:
Habitants censats

### Habitatges
El 2007 hi havia 197 habitatges, 142 eren l'habitatge principal de la família, 40 eren segones residències i 16 estaven desocupats. 181 eren cases i 11 eren apartaments. Dels 142 habitatges principals, 125 estaven ocupats pels seus propietaris, 12 estaven llogats i ocupats pels llogaters i 4 estaven cedits a títol gratuït; 5 tenien dues cambres, 22 en tenien tres, 28 en tenien quatre i 87 en tenien cinc o més. 118 habitatges disposaven pel capbaix d'una plaça de pàrquing. A 60 habitatges hi havia un automòbil i a 61 n'hi havia dos o més.

### Piràmide de població
La piràmide de població per edats i sexe el 2009 era:
| Homes | Edats   | Dones |
| ----- | ------- | ----- |
| 4     | 95 o +  | 0     |
| 0     | 90 a 94 | 4     |
| 4     | 85 a 89 | 0     |
| 0     | 80 a 84 | 4     |
| 8     | 75 a 79 | 8     |
| 16    | 70 a 74 | 4     |
| 8     | 65 a 69 | 8     |
| 16    | 60 a 64 | 12    |
| 4     | 55 a 59 | 8     |
| 0     | 50 a 54 | 8     |
| 16    | 45 a 49 | 8     |
| 32    | 40 a 44 | 20    |
| 16    | 35 a 39 | 20    |
| 8     | 30 a 34 | 8     |
| 0     | 25 a 29 | 16    |
| 8     | 20 a 24 | 0     |
| 12    | 15 a 19 | 0     |
| 16    | 10 a 14 | 4     |
| 8     | 5 a 9   | 16    |
| 8     | 0 a 4   | 4     |

## Economia
El 2007 la població en edat de treballar era de 220 persones, 160 eren actives i 60 eren inactives. De les 160 persones actives 145 estaven ocupades (81 homes i 64 dones) i 15 estaven aturades (6 homes i 9 dones). De les 60 persones inactives 28 estaven jubilades, 12 estaven estudiant i 20 estaven classificades com a «altres inactius».

### Ingressos
El 2009 a Hultehouse hi havia 146 unitats fiscals que integraven 362 persones, la mediana anual d'ingressos fiscals per persona era de 19.058 €.

### Activitats econòmiques
Dels 10 establiments que hi havia el 2007, 1 era d'una empresa de fabricació d'altres productes industrials, 2 d'empreses de construcció, 2 d'empreses de comerç i reparació d'automòbils, 1 d'una empresa d'hostatgeria i restauració, 1 d'una empresa financera i 3 d'empreses de serveis.
Dels 3 establiments de servei als particulars que hi havia el 2009, 1 era un taller de reparació d'automòbils i de material agrícola, 1 paleta i 1 restaurant.

## Equipaments sanitaris i escolars
El 2009 hi havia una escola elemental integrada dins d'un grup escolar amb les comunes properes formant una escola dispersa.

## Poblacions més properes
El següent diagrama mostra les poblacions més properes.